# Taupō (jezero)
Jezero Taupō maorsko Taupō-nui-a-Tia ali Taupōmoana) je veliko kratersko jezero na severnem otoku Nove Zelandije, ki je v kalderi vulkana Taupō. Jezero je soimenjak mesta Taupō, ki leži v zalivu na severovzhodni obali jezera. S površino 616 km² je največje jezero po površini na Novi Zelandiji in drugo največje sladkovodno jezero po površini v geopolitični Oceaniji za jezerom Murray v Papuanski Novi Gvineji. Otok Motutaiko leži na jugovzhodnem delu jezera.

## Geografija
Jezero Taupō ima obseg približno 193 km in največjo globino 186 m. Iz jezera izteka reka Waikato (najdaljša novozelandska reka), njeni glavni pritoki pa so reke Waitahanui, Tongariro in  Tauranga Taupō. Je znano po ribolovu s staleži vnesene potočne postrvi in šarenke.
Nivo jezera nadzira Mercury Energy, lastnik osmih jezov hidroelektrarn na reki Waikato dolvodno od jezera Taupō, z uporabo zapornic, zgrajenih v letih 1940–41. Zapornice se uporabljajo za zmanjšanje poplav, varčevanje z vodo in zagotavljanje najmanjšega pretoka 50 m3/s v reki Waikato. Soglasje za vir dovoljuje, da se gladina jezera spreminja med 355,85 in 357,25 metri nad morsko gladino.

## Nastajanje jezera in vulkanizem
Jezero Taupō je v kalderi, ki je nastala predvsem zaradi supervulkanskega izbruha, ki se je zgodil pred približno 25.600 leti. Po geoloških podatkih je vulkan v zadnjih 30.000 letih izbruhnil 29-krat. Izbruhnil je večinoma riolitično lavo, čeprav je gora Tauhara nastala iz dacitske lave.
Taupō je bil aktiven že 300.000 let z zelo velikim dogodkom, znanim kot izbruh Oruanui, ki se je zgodil pred približno 25.600 leti. To je bil največji znani izbruh na svetu v zadnjih 70.000 letih, ki je izvrgel 1170 kubičnih kilometrov materiala in povzročil, da se je več sto kvadratnih kilometrov okoliškega zemljišča zrušilo in oblikovalo kaldero. Kaldera se je kasneje napolnila z vodo in oblikovala jezero Taupō, ki se je sčasoma razlilo in povzročilo veliko poplavo.
Nekaj poznejših izbruhov se je zgodilo v tisočletjih pred zadnjim večjim izbruhom, ki je bil tradicionalno datiran okoli leta 181 n. št. iz zapisov grenlandskega ledenega jedra. Podatki o drevesnih obročih iz dveh študij kažejo na poznejši datum 232 n. št. ± 5  in to je zdaj sprejeto. Znan kot izbruh Hatepe, naj bi izbruhnil 100 kubičnih kilometrov materiala, od tega 30 kubičnih kilometrov v nekaj minutah. To je bil eden najmočnejših izbruhov v zadnjih 5000 letih (poleg minojskega izbruha v 2. tisočletju pr. n. št., izbruha Tianchi Baekdu okoli leta 1000 n. št. in izbruha Tambore leta 1815), z indeksom vulkanske eksplozivnosti 7; in zdi se, da obstaja korelacija, v nekaj letih, med letom, ko je bilo nebo nad Rimom in Kitajsko rdeče. Izbruh je opustošil večji del Severnega otoka in dodatno razširil jezero. Območje v času izbruha ni bilo naseljeno s človekom, saj so Novo Zelandijo Maori naselili šele okoli leta 1280. Možni podnebni učinki izbruha bi bili osredotočeni na južno poloblo zaradi južne lege jezera Taupō. Zadnji znani izbruh Taupōja se je zgodil približno 30 let pozneje, ko je izbruh lave oblikoval grebene Horomatangi, vendar je bil ta izbruh veliko manjši od izbruha Hatepe.
Podvodna hidrotermalna dejavnost se nadaljuje v bližini izvira Horomatangi, bližnja geotermalna polja s povezanimi vročimi vrelci pa najdemo severno in južno od jezera, na primer pri Rotokavi in Tūrangi. Ti izviri so mesto pojavljanja nekaterih ekstremofilnih mikroorganizmov, ki so sposobni preživeti v izjemno vročem okolju.
Vulkan velja za aktivnega in ga spremlja GNS Science.

## Biota
Velik del porečja jezera Taupō pokriva gozd bukve in Podocarpaceae, pri čemer so v podrasti pridružene praproti Blechnum Filiforme, Asplenium flaccidum (povešeni slezenovček), Doodia Media, Hymenophyllum demissum, Microsorum pustolatum (kengurujeva praprot) in alsemia (plahtica) in nekaj pomembnih sorodnih grmov heketara (Olearia rani) in toropapa (Alseuosmia quercifolia).
Domorodne živalske vrste v jezeru so severna kōura ali rak Paranephrops planifrons in pasast kōkopu (vrste Galaxias). Jezero je znano po staležih potočne postrvi (Salmo trutta) in šarenke (Oncorhynchus mykiss), prinesenih iz Evrope oziroma Kalifornije v poznem 19. stoletju. Pozneje je bila uvedena tudi šmarnica (vrste Retropinnidae) kot hrana za postrvi.
Okoli podvodnih geotermalnih vrelcev živi skupnost spužv in z njimi povezanih nevretenčarjev.

## Turizem
Turizem je glavni sestavni del komercialnega sektorja Taupō. Najbolj obremenjen čas za industrijo je visoka poletna sezona okrog božiča in novega leta.
Območje jezera ima zmerno podnebje. Najvišje dnevne temperature, zabeležene za Taupō, se gibljejo od povprečnih 23,3 °C januarja in februarja do 11,2 °C julija, medtem ko se najnižje nočne temperature gibljejo od 11,6 °C februarja do 2,2 °C julija. Dež pada v vseh letnih časih, največ pa ga je pozimi in spomladi, od junija do decembra.
Taupō gosti Lake Taupo Cycle Challenge, kolesarsko turo okoli jezera, ki lahko traja od štiri do deset ur. Skok s padalom je priljubljen lokalni šport in turistična atrakcija. Taupō gosti tudi dogodek Kellogg's Ironman.
Prečkanje 40,2 km dolgega jezera je izziv za plavalce na odprtih vodah. Leta 2020 je Michael Wells iz Darwina v Avstraliji prvi preplaval jezero prsno.

### Maorske skalne rezbarije
Na severozahodni strani jezera Taupō na pečinah zaliva Mine Bay so maorske skalne rezbarije, ki sta jih v poznih 1970-ih ustvarila Matahi Whakataka-Brightwell in John Randall. Izklesan v podobi Ngātoro-i-rangija, navigatorja, ki je pred več kot tisoč leti po maorski legendi vodil plemeni Tūwharetoa in Te Arawa na območje Taupō. 10 metrov visoka rezbarija je namenjena zaščiti jezera Taupō pred vulkanskimi aktivnostmi pod njim. Pečina je postala priljubljena turistična destinacija, saj jo vsako leto obišče na stotine čolnov in jaht.

### Plemena Maori
Jezero Taupō je taonga (zaklad ali nekaj posebnega za osebo) Ngāti Tūwharetoa iz Te Arawa waka. Ngāti Tūwharetoa je lastnik dna jezera in njegovih pritokov. Javnosti omogočajo prost dostop za rekreacijsko uporabo.